# Rezerwat przyrody Jezioro Ratno
Rezerwat przyrody Jezioro Ratno – rezerwat wodny położony na terenie gminy Torzym w powiecie sulęcińkim (województwo lubuskie).
Obszar chroniony utworzony został 28 lutego 2017 r. na podstawie Zarządzenia Regionalnego Dyrektora Ochrony Środowiska w Gorzowie Wielkopolskim z dnia 13 lutego 2017 r. w sprawie uznania za rezerwat przyrody (Dz. Urz. Woj. Lub. z dnia 13.02.2017 r. poz. 364).
Rezerwat ma powierzchnię 48,72 ha na terenie obszaru ewidencyjnego Gądków Wielki (dz. ewid. Nr 325, 51015, 5007/1). Obejmuje jezioro Ratno oraz fragmenty brzegu i wypływającej z niego rzeki Pliszki. Leży na terenie specjalnego obszaru ochrony siedlisk „Dolina Pliszki”, chronionego w ramach programu Natura 2000. Cel ochrony stanowi zachowanie kompleksu przyrodniczo-krajobrazowego lądowiejącego jeziora, w tym kompleksu wodno-torfowiskowego naturalnego zbiorowiska eutroficznego i torfowisk niskich, w szczególności soligenicznych, źródlisk oraz ekosystemów.